# Raparna lugubris
Raparna lugubris là một loài bướm đêm trong họ Noctuidae.